# Hugues IV de Bar
Pour les articles homonymes, voir Hugues de Bar.
Hugues IV de Bar, mort le 22 décembre 1691 à Lectoure, est un ecclésiastique français, évêque de Dax, puis de Lectoure.

## Biographie
Il naît dans une grande famille de Picardie. Son frère, lieutenant général, est devenu grand bailli, gouverneur de la ville et citadelle d’Amiens. Le 8 mai 1666, Hugues de Bar est nommé évêque de Dax, et est consacré l’année suivante, le 10 avril. Le 10 janvier 1671, il est nommé évêque de Lectoure. 
Il profite de son voyage à Paris, où il va recevoir ses bulles, pour visiter villes et sanctuaires, et acheter des livres. Son livre de raison, scrupuleusement tenu au jour le jour, indique qu'il a des revenus élevés, qu'il mène une vie de grand seigneur et se montre généreux. Il s’installe en 1672 dans son diocèse, qu’il ne quitte plus. Il témoigne d’un grand dévouement envers les pauvres, créant et entretenant des hôpitaux qui recevaient les malades et les indigents.
Évêque bâtisseur, il fait restaurer le château de Saint-Clar, résidence de campagne des évêques de Lectoure, et achète au faubourg Saint-Gervais un immeuble pour y fonder un séminaire. Il transforme en hôpital général le petit établissement hospitalier du quartier de Guilhem-Bertrand.

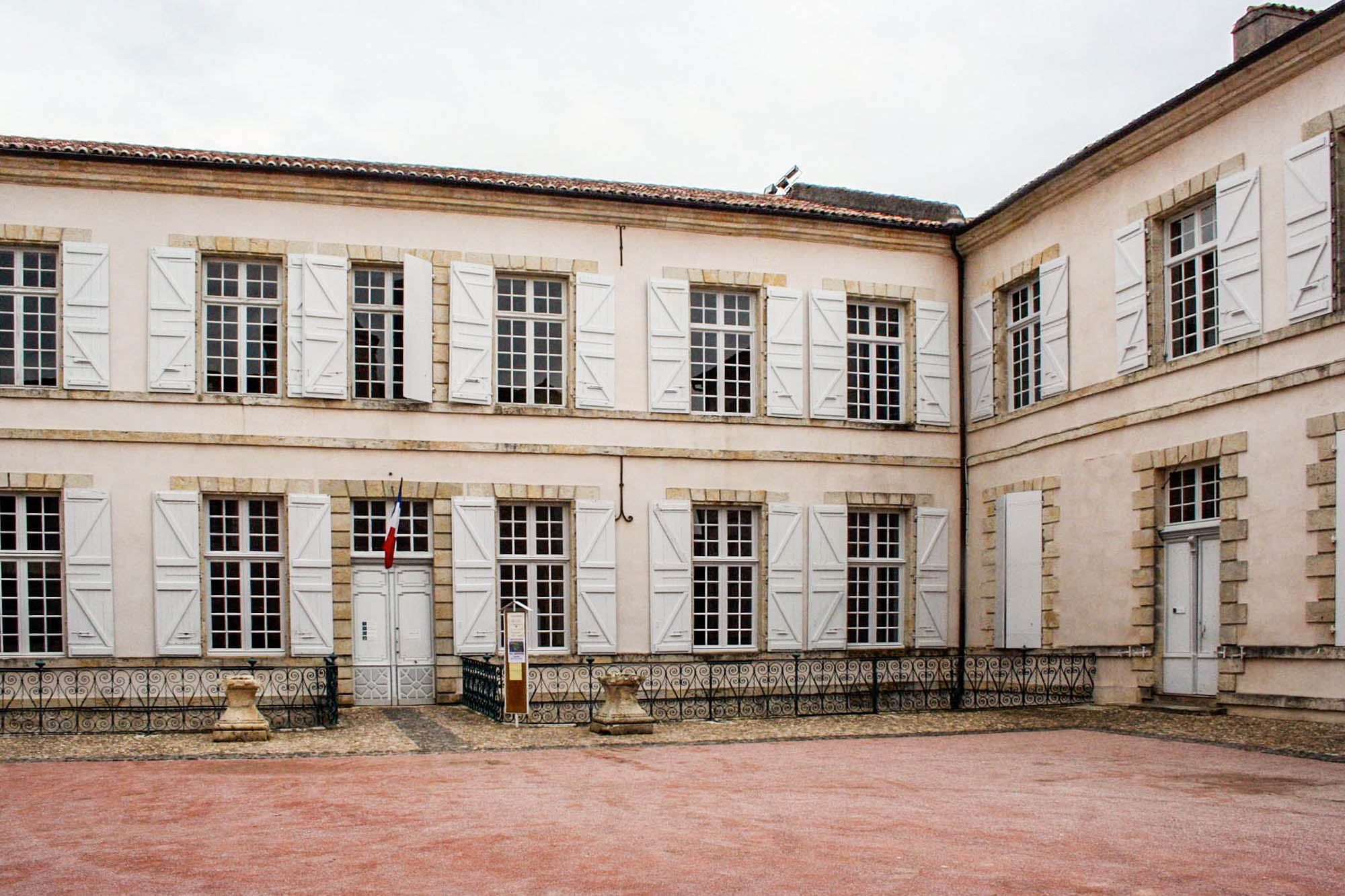
Palais épiscopal, aujourd'hui hôtel de ville de Lectoure

Il entreprend aussi la construction, de 1676 à 1682, d’un vaste palais épiscopal, en achetant les maisons et jardins proches de la cathédrale. Cet édifice, après la Révolution, devint la demeure du maréchal Jean Lannes, puis abrita la mairie, la sous-préfecture et le tribunal. C’est aujourd’hui l’hôtel de ville de Lectoure.
Sur le plan religieux, il prend position en faveur des augustiniens et se montre hostile aux molinistes et aux jésuites. Ses successeurs resteront dans des positions identiques, qui culmineront avec l’apogée du jansénisme.